# Мавзолей Бахауддина Накшбанда
Комплекс Бахауддин — культовый ансамбль, находящийся в окрестностях Бухары. Расположен на месте захоронения главы дервишского ордена накшбандиев, шейха Бахауддина Накшбанда, умершего в 1389 г. и захороненого близ селения Касри Арифон в Каганском районе Бухарской области.
Состоит из медресе, двух мечетей и минарета.

## История
Мемориальный комплекс Бахауддина Накшбанда расположен примерно в 10 километрах к северо-востоку от города Бухара и развивался на протяжении многих столетий. Во времена советской власти посещение могилы здесь было запрещено. Комплекс был учрежден сразу после смерти Бахауддина Накшбанда и стал местом паломничества на протяжении многих поколений. Полное имя Бахауддина Накшбанда — Бахауддин Мухаммад ибн Бурхониддин Мухаммад аль-Бухори, и он жил с 1318 по 1389 год. Его также знали под титулами «Шохи Накшбанд» и «Ходжайи Бузрук». Бахауддин Накшбанд признан седьмым суфийским святым.
Мемориальный комплекс Бахауддина Накшбанда начинается с небольшой купольной воротной башни. В 2003 году каллиграф Хабибуллох Солих вырезал 28-й аят Суры Ар-Ра’д (Гром) на стене около ворот «Боби Ислом», используя арабский шрифт, известный как Настаълик. В разделе мукарнас ворот выгравированы имена главных строителей и год постройки. На входной двери мавзолея написан рубай (четверостишие) в шрифте Настаълик. Гробы в комплексе расположены согласно указаниям Абдулазиза Хана и в настоящее время хорошо сохранились. Самое большое здание в комплексе — ханака (суфийский дом), было построено между 1544 и 1545 годами. Внутри камер ханаки вы найдете поэзию, выгравированную шрифтом Настаълик. Мемориальный комплекс также включает в себя минарет с надписью шрифтом Настаълик, указывающей на то, что он был построен в 1885 году.

## Реставрационные работы

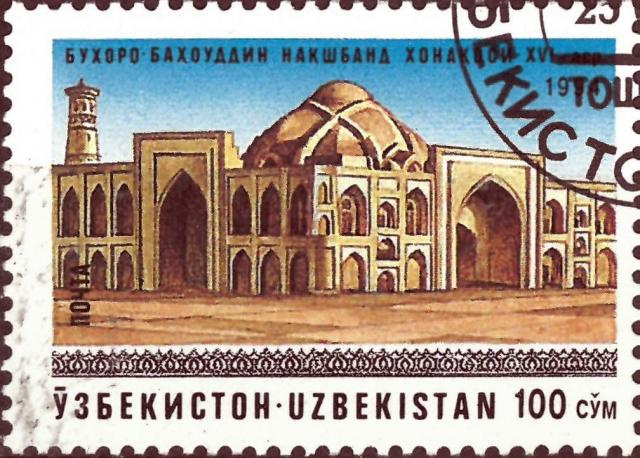
Почтовая марка Узбекистана 1994 года.

В мемориальном комплексе Бахауддина Накшбанда трижды проводились реставрационные работы, в 1993, 2003 и 2010 годах. 
В 1993 году, по случаю 675-летия со дня рождения Бахауддина Накшбанда, мемориальный комплекс был отреставрирован при поддержке Президента Республики Узбекистана Ислама Каримова. К комплексу также были пристроены дополнительные здания. 
В 2004 году внутри комплекса были открыты суфийский музей и научный центр.
В 2009 году перед мавзолеем Бахауддина Накшбанда была установлена доска с каллиграфией Абдулгафура Раззакова при поддержке «Форума культуры и искусства Узбекистана».